# Tom Dolan
Tom Dolan (n. 15 septembrie 1975, Virginia, SUA) este un înotător american, medaliat olimpic. A participat la 2 ediții ale Jocurilor Olimpice (1996, 2000) în care a câștigat 4 medalii de aur și o medalie de argint.